# Станція-Укурей
Ста́нція-Укуре́й (рос. Станция-Укурей) — село у складі Чернишевського району Забайкальського краю, Росія. Входить до складу Укурейського сільського поселення.

## Населення
Село було утворено 2013 року шляхом виділення зі складу села Укурей.